# Мале Ондрово
Мале Ондрово (рос. Малое Ондрово) — присілок у Гатчинському районі Ленінградської області Російської Федерації.
Населення становить 4 особи. Належить до муніципального утворення Сяськелевське сільське поселення.

## Географія
Населений пункт розташований на південній околиці міста Санкт-Петербурга.

## Історія
Згідно із законом від 16 грудня 2004 року № 113—оз належить до муніципального утворення Сяськелевське сільське поселення.

## Населення
| 1838 | 1848 | 1862 | 1928 | 1965 | 1997 | 2006 |
| ---- | ---- | ---- | ---- | ---- | ---- | ---- |
| 37   | ↗44  | ↗63  | ↗130 | ↘81  | ↘14  | ↘7   |
| 2007 | 2010 | 2012 | 2013 | 2017 |      |      |
| ↘5   | ↗14  | ↘7   | →7   | ↘4   |      |      |